# Red vial de Nicaragua
Nicaragua posee una extensa red vial que abarca 24,781 km, de los cuales 4,838 kilómetros corresponden a carreteras asfaltadas que forman parte del sistema troncal del país. El resto de la red, 19,943 kms, está constituido por vías no asfaltadas. A lo largo de esta infraestructura pavimentada se encuentran 243 puentes que facilitan la conectividad y el transporte en el territorio nicaragüense.

## Datos de la red
La Red Vial Nacional de Nicaragua se extiende a lo largo de 24,781.60 km, con una diversidad de superficies que reflejan la complejidad del sistema. De estos, 2,581.35 km (10.42 %) están asfaltos, 1,670.02 km (6.74 %) son adoquinados, y 587.00 kilómetros (2.37%) están construidos con concreto hidráulico. Además, 2,806.87 kilómetros (11.33%) cuentan con un revestimiento especial, 43.00 kilómetros (0.17%) están empedrados, 9,713.04 kilómetros (39.19%) son transitables en todo tiempo, y 7,380.33 kilómetros (29.78%) son accesibles solo durante la estación seca.
| Superficie/Tipo      | Adoquinado (km) | Asfaltado (km) | Concreto (km) | Empedrado (km) | Revestido (km) | Todo tiempo (km) | Estación seca (km) | Total km  |
| -------------------- | --------------- | -------------- | ------------- | -------------- | -------------- | ---------------- | ------------------ | --------- |
| Troncal principal    | 30,89           | 1069,66        | 331,6         | -              | 196,66         | -                | -                  | 1628,80   |
| Troncal secundaria   | 78,86           | 622,07         | 22,27         | -              | 12,98          | -                | -                  | 1315,30   |
| Colectora principal  | 456,28          | 463,9          | 168,82        | 2,39           | 223,91         | -                | -                  | 1315,30   |
| Colectora secundaria | 775,61          | 222,06         | 14,67         | 1,29           | 1288,75        | 522,35           | 106,08             | 2930,81   |
| Camino vecinal       | 328,39          | 203,66         | 49,14         | 39,32          | 1084,58        | 9190,69          | 7274,25            | 18 170,01 |
| Total                | 1670.02}        | 2581.35}       | 587.00}       | 43             | 2806,87        | 9713,04          | 7380,33            | 24 781,6  |
| Porcentaje           | 6.74%           | 10.42%         | 2.37%         | 0.173%         | 11.33%         | 39.19%           | 29.78%             | 100%      |

### Carreteras troncales principales
La red de rutas continuas en Nicaragua se caracteriza por su capacidad de facilitar desplazamientos de larga distancia, como el tránsito interdepartamental e interregional, que presentan altos índices de viaje. Estas rutas forman parte integral de la Red Vial Centroamericana y están incluidas en la Troncal Principal, también conocida como la Panamericana o Centroamericana. Están diseñadas para soportar grandes volúmenes de tránsito, con un tráfico promedio diario anual (TPDA) superior a los 1,000 vehículos. La red se encuentra integrada sin interrupciones, salvo en casos donde las condiciones geográficas o de flujo de tráfico lo exigen, como las conexiones a ciudades costeras como Corinto. Además, estas rutas conectan cabeceras departamentales y centros urbanos que superan los 50,000 habitantes, asegurando una infraestructura vial eficiente y cohesionada en todo el país.

#### Carreteras troncales secundarias
Estas rutas se destacan por su función estratégica de conectar cabeceras departamentales y centros económicos de relevancia, como áreas turísticas que atraen viajes de larga distancia. Conocidas como Troncal Secundaria o Nacional Primaria, estas vías también soportan un volumen significativo de tráfico interdepartamental. Además, sirven como corredores para trayectos de mayor longitud y densidad de viajes en comparación con los sistemas de carreteras colectoras. Estas rutas gestionan un tráfico diario que supera los 500 vehículos, consolidándose como arterias vitales dentro de la infraestructura vial del país.

##### Colectora principal
Estas rutas conectan una o más cabeceras municipales con poblaciones superiores a los 10,000 habitantes y son conocidas como Colectora Principal o Nacional Secundaria. Desempeñan un papel crucial al enlazar centros poblacionales que no son atendidos por la red troncal principal, ubicándose generalmente dentro de los límites municipales. Estas vías también actúan como conexiones entre caminos troncales secundarios. En las intersecciones, se les aplica un tratamiento profesional para gestionar de manera eficiente los movimientos de tráfico en rutas de menor jerarquía. Además, interceptan sistemas viales de igual o superior categoría en ambos extremos. El flujo de tráfico en estas rutas supera los 250 vehículos diarios.

#### Colectora secundaria
Estas rutas tienen la función de proporcionar conexiones hacia categorías superiores de comunicación para centros urbanos y generadores de tráfico de menor tamaño. Conocidas como Colectora Secundaria o Nacional Terciaria, son caminos de alta importancia a nivel municipal, sirviendo a poblaciones que superan los 5,000 habitantes. En las intersecciones con caminos vecinales, reciben un tratamiento profesional para gestionar el flujo de tráfico de manera eficiente. Estas rutas manejan un tráfico diario que supera los 250 vehículos.

###### Caminos vecinales
Estos caminos tienen como principal función no solo brindar acceso a propiedades adyacentes, sino también conectar zonas remotas del país que carecen de facilidades de transporte. Desempeñan un papel crucial al canalizar la producción agropecuaria desde su origen hasta los centros de consumo y exportación, en conjunto con carreteras de nivel superior. Conocidos como Caminos Vecinales o Municipales, generalmente conectan áreas con menos de 1,000 habitantes y manejan volúmenes de tráfico inferiores a 50 vehículos diarios.